# Ишимов, Олег Владимирович
Олег Владимирович Ишимов (род. 14 августа 1993) — российский дзюдоист, призёр первенств России среди юношей и юниоров, победитель первенства Европы среди юниоров, победитель первенства Европы среди молодёжи, чемпион и призёр чемпионатов России, чемпион Европы по молодёжи 2015 года, мастер спорта России международного класса. Выступал в полутяжёлой весовой категории (до 100 кг). Наставником Ишимова является Вячеслав Шишкин.

## Спортивные результаты
- Первенство России по дзюдо среди юношей 2009 год — ;
- Первенство России по дзюдо среди юниоров 2010 год — ;
- Первенство Европы по дзюдо среди юниоров 2012 год — ;
- Чемпионат России по дзюдо 2015 года — ;
- Первенство Европы по дзюдо среди молодёжи 2015 год —
- Чемпионат России по дзюдо 2018 года — ;